# Инзер (село)
Инзе́р (баш. МФА: Инйәро файле) — село в Белорецком районе Башкортостана России. Административный центр Инзерского сельсовета.

## География

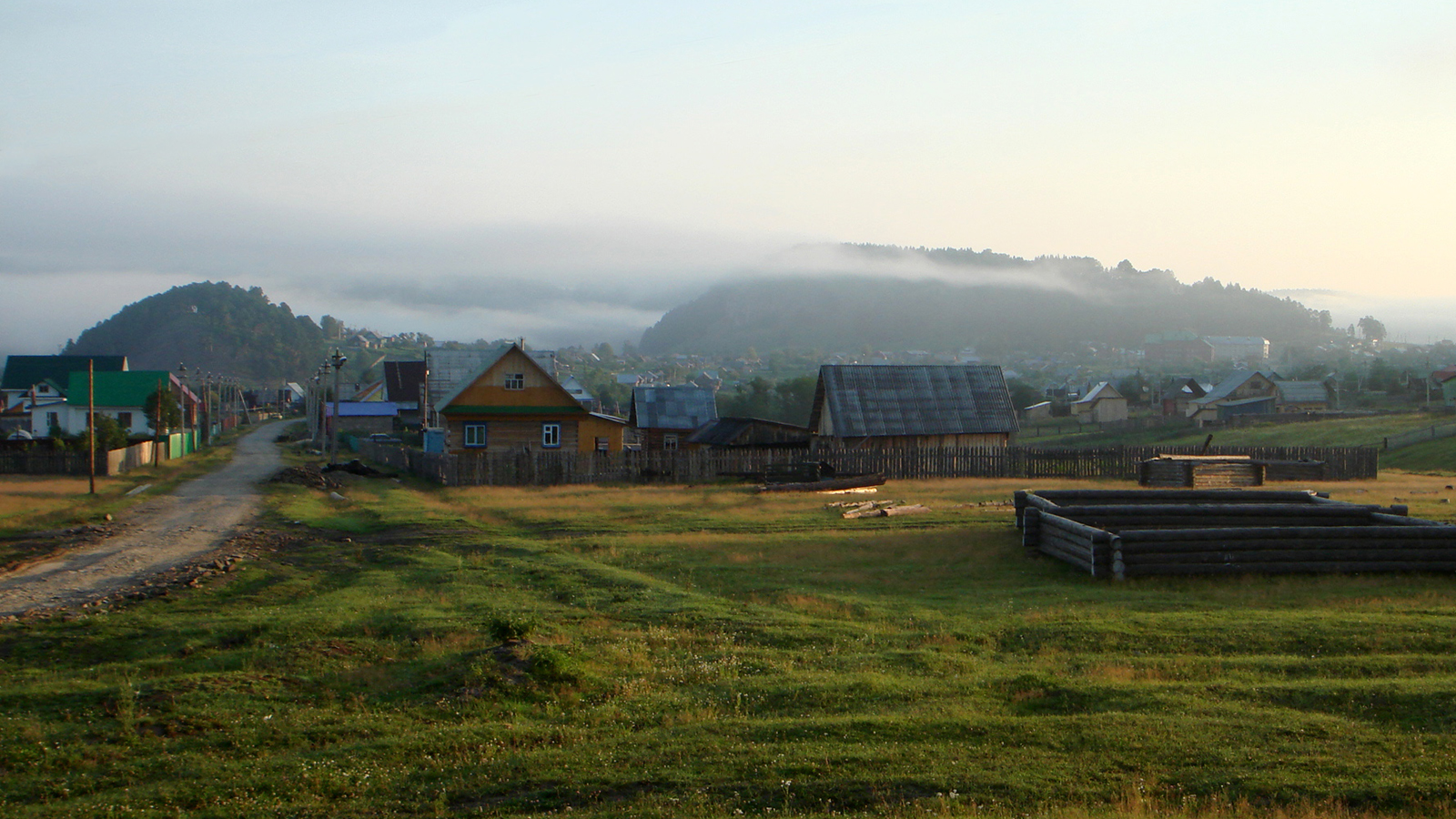
Инзер на рассвете

Село расположено на берегу одноимённой реки, также именуемой Большим Инзером, в месте впадения в него Малого Инзера.
Расстояние до районного центра города Белорецка 85 км, до города Магнитогорска 170 км.

## История
В конце XVIII века на месте старой части Инзера была расположена башкирская деревня Хасаново. По переписи 1795 года в Хасанове было 30 дворов.
Село Инзер основано в 1859 году.
Во 2-й половине XIX века в районе села зародилась лесопромышленность, позднее горное дело и металлургия. Появились чугуноплавильные заводы. Лесистая местность в окрестностях обеспечивала заводы сырьём. Инзерская земля — историческая родина башкир-катайцев, рода опытных скотоводов, охотников и рыболовов.
В 1927 году на станцию пришёл первый паровоз по Белорецкой узкоколейной железной дороге. Раньше, чем в других населённых пунктах района, здесь появилось радио, паровая электростанция, детские сады и ясли, клуб с киноустановкой.
В 1972 году со станции Карламан до станции Белорецк началось строительство железной дороги «Башкирского БАМа». На этой трассе проверяли способы и методы строительства, которые в дальнейшем применяли на БАМе.
До 17 декабря 2004 года имело статус рабочего посёлка.

## Население
| 1970 | 1979  | 1989  | 2002  | 2009  | 2010  | 2021  |
| ---- | ----- | ----- | ----- | ----- | ----- | ----- |
| 2538 | ↗3597 | ↗4949 | ↘4380 | ↗5084 | ↘4329 | ↘4107 |

Согласно переписи 2020 года, преобладающая национальность — башкиры (55,3 %), русские (37,5 %).

## Транспорт
Через Инзер проходит региональная автомобильная дорога 80К-031 Уфа — Инзер — Белорецк. В посёлке есть железнодорожная станция Инзер Куйбышевской железной дороги, которая является станцией стыкования постоянного тока со стороны Уфы и переменного со стороны Магнитогорска.

## Религия
В селе есть мечеть Амина, мечеть Илхам и православная церковь Сергия Радонежского.

## Известные уроженцы
- Кирстен Миннихановна Гайнетдинова (род. 1989) — башкирский режиссёр документального кино.
- Гузаль Рамазановна Ситдыкова (род. 1952) — башкирская поэтесса.